# Oficina de Diseño Morozov de Járkov
La Oficina de Diseño de Maquinarias Morózov de Járkov (JKBM) (en ucraniano: Харківське конструкторське бюро машинобудування, ХКБМ, JKBM) es una empresa del sector defensa y armamentos ucraniana, y la principal fabricante de tanque de guerra blindados de dicho país. Se encuentra  ubicada en la ciudad de Járkov.
Es reconocida dentro de las ex-Repúblicas de la Unión Soviética, ya que fueron los creadores de varios diseños de blindados soviéticos: el T-34, el T-64, y su evolución, el T-80; así como diversos diseños de motores, blindajes y otros.

## Historia

### Inicios
Fue fundada por el ingeniero diseñador Oleksandr Morózov en 1927, cuando en las instalaciones de la Planta de Locomotoras Mályshev en Járkov se da inicio a la construcción de vehículos blindados y se establece una oficina de diseño de dichos vehículos, bajo las órdenes del buró central soviético.
En 1937 inicia el diseño de un reemplazo para la serie de tanques BT, y luego diseña el tanque T-34, el más prolífico y mejor dotado diseño de carro de combate de la Segunda Guerra Mundial, y que luego diese un lugar destacado a dicha planta. Es de anotar que el T-34 es la base del diseño en blindajes y de la disposición del interior en los carros de combate subsiguientes hasta la actualidad.

### Segunda Guerra Mundial
A poco de que iniciara la Segunda Guerra Mundial; su sede se trasladó a tankograd, y luego de finalizadas las confrontaciones en el frente oriental se convirtió en la sede de fábricas de blindados como la Chelyábinski Tráktornyi Zavod (ChTZ) y la fábrica Uralvagonzavod, en uno de los mayores productores de tanques de Rusia.
En 1939, la Oficina de Diseño de Blindados de Járkov fue fusionada junto con otras empresas del sector en una sola firma, la que se denominó Departamento de Diseño N.º 520. En 1941, debido a la invasión Alemana a la URSS, las instalaciones de la fábrica así como las oficinas de diseño fueron evacuadas a los montes Urales, para evitar su captura. La planta se fusionó con las plantas Uralvagonzavod de Nizhni Taguil en una empresa llamada Planta de Tanques de los Urales N.º 183. Aunque las mejoras de diseño y de producción siguieron concentrándose en la línea del tanque T-34, con la subsecuente mejora plasmada en el T-34-85, se llevaron a cabo nuevos trabajos de diseño, y también se continuó durante la guerra el desarrollo de otros blindados. El T-44 comenzó su producción en la fábrica de Járkov posteriormente tras la recaptura de sus instalaciones en 1945, y los primeros prototipos de la serie T-54 fueron construidos posteriormente.

### Posguerra
Después de la guerra, la fábrica transfiere gradualmente las operaciones de nuevo a Ucrania (ahora como la Planta de Motores Diésel de Járkov N.º 75). La producción del T-54 se inició en los Urales y en Járkov durante 1947-48, y su traslado terminó en 1951, con la creación de la Oficina de Diseño KB-60M en Járkov.
Durante el período de la posguerra, Morózov prestó la mayor parte de los desarrollos en mejoras de la serie de tanques T-54/T-55 a la Oficina de Diseño Kártsev en la planta Uralvagonzavod, y comenzó a trabajar en un carro de combate de última generación, que se convertiría en el T-64, por el cual, Oleksandr Morózov recibiría la Orden de Lenin, el diseño sería entonces el mejor carro de combate a nivel mundial según varios expertos hasta la aparición del Leopard 1 alemán.
La Fábrica N.º 75 fue rebautizada como la Planta de Motores Mályshev en 1957, allí se construyen los motores de los tanques T-84, Al-Khalid y Zulfiqar, y más tarde la serie T-54 tuvo su producción en la planta de Uralvagonzavod desde 1958. Éste se considera como el tanque de producción en serie más numeroso actualmente, y la serie de tanques T-64 de 1967 también.
El modelo T-64 también fue construido en las plantas soviéticas Planta Kírov de Leningrado y la de Uralvagonzavod bajo licenciamiento. En la década de 1960, la Oficina también diseñó los blindados lanzallamas OT-54 y A-55, ambos para la fábrica de maquinarias Omsktransmash.
En 1966, la oficina de diseño de tanque y el taller de diseño experimental (Departamento 60) se encarga de la producción del tanque Oby'ject 190 (más tarde el T-80) y se combinaron en la sociedad Oficina de Diseño y Construcción de Járkov (KMDB). En 1979, tras la muerte de Oleksandr Morózov, la planta fue renombrada como Oficina de Diseño y Construcción Morózov de Járkov (KMDB). La Oficina de diseño KMDB presentó al T-80UD, una variante con motor diésel diferente de la turbina a gas del T-80 de serie, en 1985.
lo cual afectó a muchas personas del país

## Productos

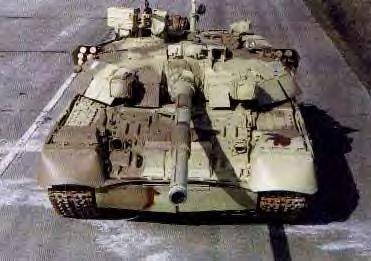
Tanque T-84.

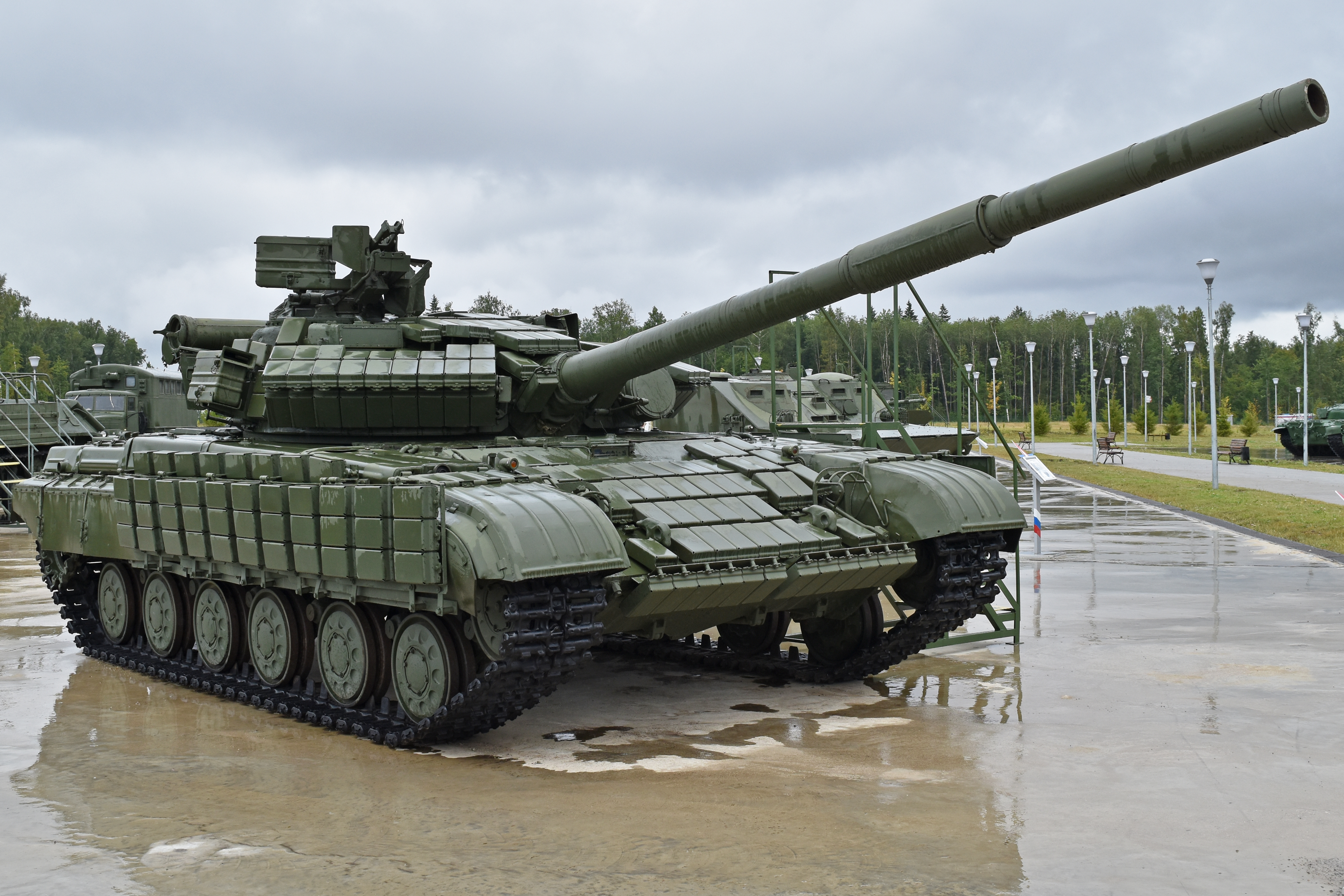
Tanque T-64.

### Actuales
- T-84
- T-84 Oplot
- BREM-84 Atlet

- BM Bulat
- BTR-3
- BTR-3U

- BTR-4

Además, asiste en el diseño y producción de los blindados Al-Khalid, el Zulfiqar y otros paquetes de actualización, así como en su planta asociada; la Planta de Motores Mályshev donde se producen los motores diésel 5TD-1, 6TD-2 entre otros, que impulsan a sus productos.

### Anteriores
- T-12
- T-24
- Serie BT
- T-34
- T-55
- T-64
- T-80